# Bad for Me
"Bad for Me" é um single de estréia da dupla pop americana Megan e Liz, lançado em 31 de julho de 2012. As irmãs co-escreveu a música com Rob Hawkins e o produtor Martin Johnson de Boys Like Girls. Alcançou 34o na Top Pop Songs.